# Serra de Leire

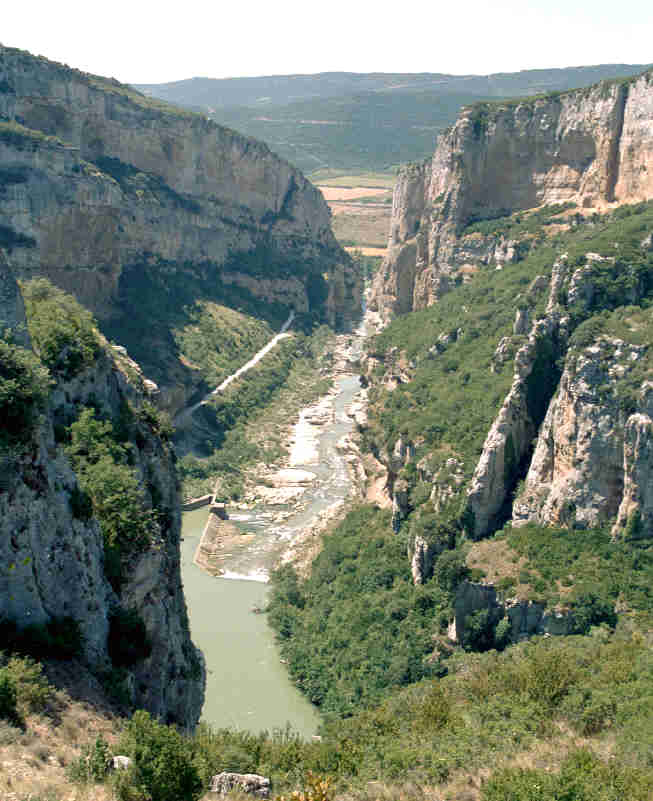
Foz de Lumbier.

La Serra de Leire o de Leyre és una serralada muntanyenca del prepirineu del nord-est de Navarra.
Es troba sobre la vall de riu Aragó, per sobre de la canal de Berdún que recull les aigües de l'embassament de Yesa. Els seus cims més notables són; mont Escalar de 1.302 m i el mont Arangoiti de 1.353 m. La Foz de Lumbier és una estreta profunda bretxa per on passa el riu Irati un cop que conflueix ambel riu Salazar.
Amb 30 km de longitud té una orientació est-oest.
Al peu de l'Arangoiti s'hi troba el monestir de Leire del segle viii.
S'havia explotat la fusta dels boscos amb rais fins que va resultar impossible per la construcció de l'embassament de Yesa. Als seus peus hi passa la Canyada Reial dels Roncalesos que era la ruta utilitzada pels pastors de la vall d'Erronkari i de la vall de Salazar, per a dirigir els seus ramats hi hibernar a les Bàrdenes Reials. Coincideix amb el sender de gran recorregut GR-13.

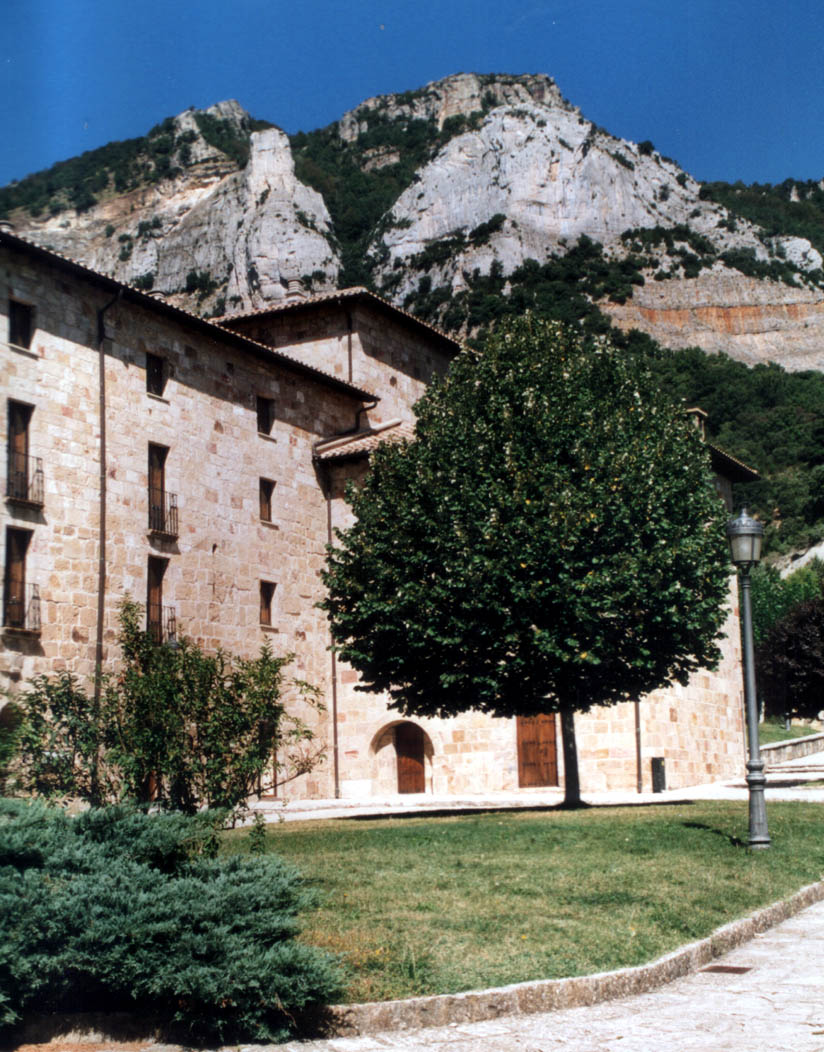
Monestir de Leire.

## Composició geològica
És una conca reblerta de dipòsits marins del Secundari i Terciari, calices sense fenomen del carst excepte en les falles. La serralada té dues alineacions paral·leles i a la seva depressió central es troba Bigüezal i Castillonuevo La màxima altitud és a Borreguil (1.420 msnm), i Idocorry. Tres rius, l'Esca, el Salazar i l'Irati atravessen la serralada i formen valls abruptes conegudes com a foz: de Burgui, Arbayún, Aspurz i Lumbier.

## Flora i Fauna
Hi ha faigs i pins (pinus sylvestris) i avets. A les foces s'hi fa bosc de ribera amb til·lers, freixes, aurons, serveres, avellaners i oms. Com a plantes d'interès especial es troben la Saxifraga longifolia, Sarcocapnos enneaphylla, Saponaria glutinosa i Petrocoptis hispanica. Als vessants del sud hi ha alzines, i roures (de fulla gran i petita).

### Fauna
Hi ha moltes aus amb voltors i àguiles. als rius i ha llúdrigues.